# Studios Windmill Lane
Les studios Windmill Lane, également surnommés les studios U2, sont des studios d'enregistrement situés à Dublin (Irlande).

## Historique

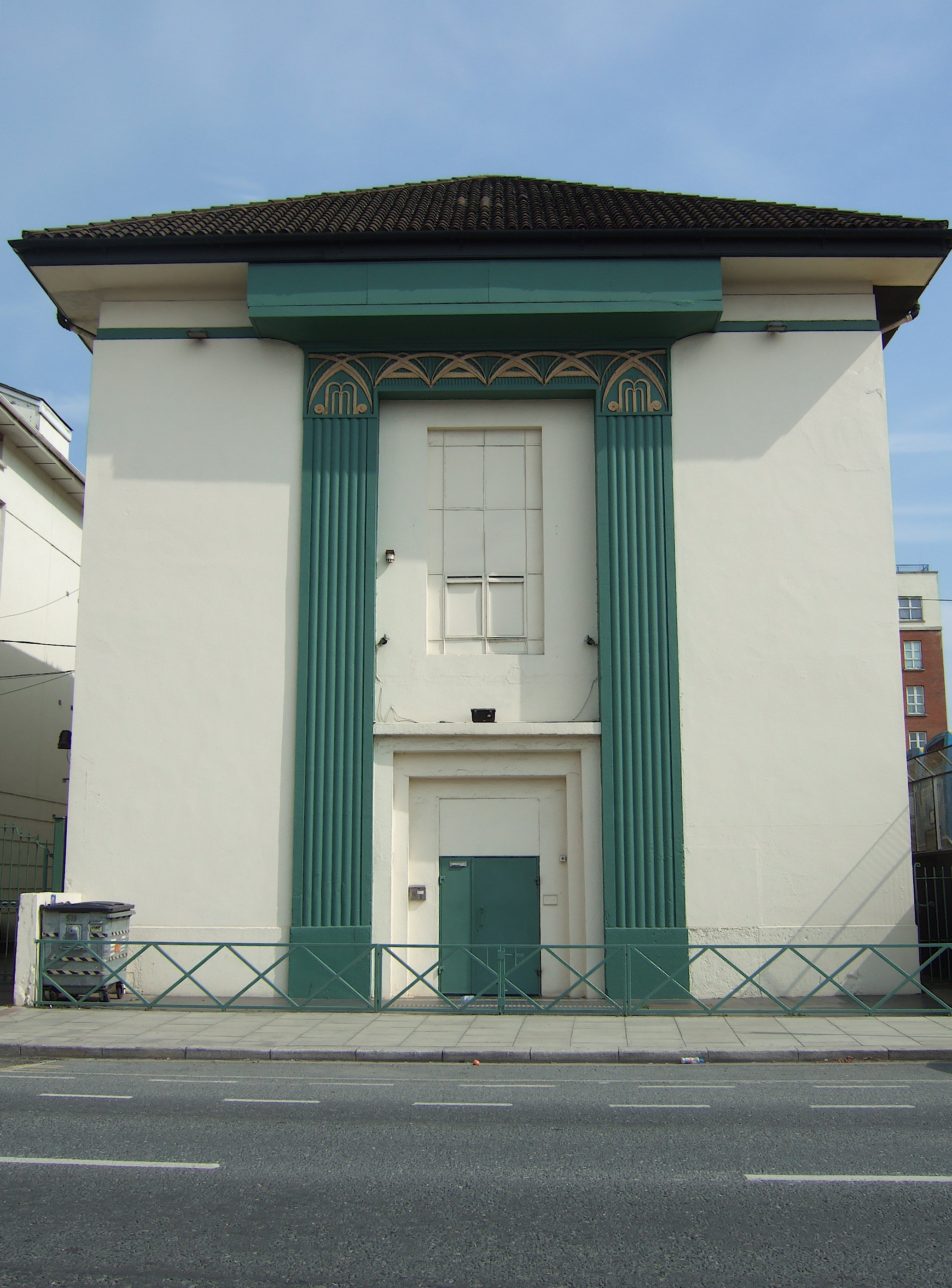
Les nouveaux studios Windmill Lane.

Les studios ont été créés en 1978 par Brian Masterson sur Windmill Lane, juste au sud des quais et de la Liffey et un peu au nord de la gare de Dublin Pearse.. Ils ont d'abord servi à enregistrer de la musique traditionnelle irlandaise et le premier groupe de rock à venir y enregistrer a été U2 en 1980. En 1989, les studios ont déménagé à Ringsend mais ont gardé le même nom. Les studios originels sont désormais une attraction touristique.
Le studio un est le seul d'Irlande avec celui de Raidió Teilifís Éireann où un orchestre de 80 instruments peut enregistrer. Les bandes originales des films Chambre avec vue (1986), My Left Foot (1989), Les Arnaqueurs (1990), Et au milieu coule une rivière (1992), Les Vestiges du jour (1993), The Mask (1994) et Le Tailleur de Panama (2001) y ont été enregistrées.
Parmi les albums enregistrés intégralement ou en partie aux studios Windmill Lane, on peut citer :
- Boy (1980) de U2
- Just Supposin' (1980) de Status Quo
- October (1981) de U2
- Never Too Late (1981) de Status Quo
- War (1983) de U2
- The Unforgettable Fire (1984) de U2
- Hounds of Love (1985) de Kate Bush
- Brotherhood (1986) de New Order
- The Joshua Tree (1987) de U2
- Hysteria (1987) de Def Leppard
- Irish Heartbeat (1988) de Van Morrison
- Fisherman's Blues (1988) des Waterboys
- Spike (1989) d'Elvis Costello
- Achtung Baby (1991) de U2
- Zooropa (1993) de U2
- Héritage des Celtes (1994) et Finisterres (1998) de Dan Ar Braz dans le cadre de son projet Héritage des Celtes.
- No Need to Argue (1994) des Cranberries
- Good News from the Next World (1995) de Simple Minds
- Days Like This de Van Morrison
- To the Faithful Departed (1996) des Cranberries
- Golden Heart (1996) de Mark Knopfler
- All This Useless Beauty (1996) d'Elvis Costello
- Pop (1997) de U2
- The Healing Game (1997) de Van Morrison
- In Blue (2000) des Corrs
- All That You Can't Leave Behind (2000) de U2
- Magic Time (2005) de Van Morrison
- Pay the Devil (2006) de Van Morrison
- Molly Malone – Balade irlandaise (2009) de Renaud